# The Early Years (Al Stewart)
The Early Years è la prima raccolta su Al Stewart, pubblicata nel 1977

## Disco
Questa raccolta è stata pubblicata come LP doppio in USA e LP singolo in Europa, stessa copertina ma con differente colorazione (virata sul blu la versione doppia, sul giallo-rosa la versione singola).
Nella versione doppia le canzoni sono estratte dai primi 4 album, nella versione singola dai primi 3.

## Tracce
Versione LP doppio:
1. Bedsitter Images
2. You Don't Even Know Me
3. I'm Falling
4. A Small Fruit Song
5. The News From Spain
6. Electric Los Angeles Sunset
7. Denise at 16
8. Manuscript
9. Clifton in the Rain
10. Night of the 4th of May
11. In Brooklyn
12. Old Compton Street Blues
13. The Ballad of Mary Foster
14. Life and Life Only
15. You Should Have Listened to Al
16. Love Chronicles

Versione LP singolo:
1. Bedsitter Images
2. In Brooklyn
3. Electric Los Angeles Sunset
4. Clifton in the Rain
5. You Should Have Listened to Al
6. Manuscript
7. A Small Fruit Song
8. Life And Life Only
9. Love Chronicles

## Musicisti
Vedi rispettivi album